# Арнълд Тойнби
Арнълд Джоузеф Тойнби (на английски: Arnold Joseph Toynbee) е британски историк и културен антрополог. Автор на фундаментално изследване върху раждането и упадъка на цивилизациите – „Изследване на историята“.
Тойнби е кавалер на рицарския „орден на почетния легион“.

## Творчество
„Изследването на историята“ на Тойнби е в 12 тома и е завършено през 1961 г.
Тойнби различава 21 цивилизации в световната история, като една от тях е православната цивилизация.

### Списък на цивилизациите по Тойнби[2]
1. Древен Египет
2. Инки
3. Древен Китай
4. Минойска цивилизация
5. Шумерска
6. Маи
7. Олмеки
8. Ацтеки – слети в Централоамериканска
9. Хетска
10. Асирия
11. Вавилонска (виж и Вавилония)
12. Иранска
13. Арабска – слети в ислямска цивилизация
14. Далекоизточна – основна част
15. Далекоизточна – японски клон
16. Индска цивилизация
17. Индуистка
18. Елинска (гръко-римска)
19. Византия – Православнохристиянска основен клон
20. Русия – Православнохристиянска руски клон
21. Западна

### За България
Ролята на България и българите за приноса им към световната културна съкровищница е оценен изключително високо от Тойнби. Нещо повече: 
| „ | България не е „пасивен реципиент“ на византийското културно „облъчване“, а „съперник на Византия“ в политическо и културно отношение. Усвояването на византийските образци не е механичен процес, а творчески. Като втори център на православната цивилизация, България посредством християнизацията и религията на българската църква и литературната и преводаческа дейност, активно разпръсква просветата и културата сред славянските и други народи на Балканите и Източна Европа. | “ |

Като най-значим е оценен приноса на двете книжовни школи от 14 и 15 век – Търновска книжовна школа и Ресавска книжовна школа, които транслират наследството на православната цивилизация към Москва, която се превръща по-сетне по времето на Иван Грозни в т.нар. Трети Рим.